# José Manuel Serrano (Fußballspieler)
José Manuel Serrano Arenas (* 17. März 1981 in Sevilla), bekannt als José Serrano, ist ein spanischer Fußballspieler, der bei CD Alcalá in der spanischen Tercera División spielt.

## Spielerkarriere
Zunächst spielte José Serrano vier Jahre lang, von 2000 bis 2004, beim FC Sevilla, jedoch nicht für die erste, sondern die zweite Mannschaft der Andalusier. Sein nächster Schritt war der Wechsel zum Zweitligisten Deportivo Xerez, mit dem er am Saisonende den 8. Platz belegte. Nach nur einem Jahr zog es ihn weiter zur Zweitvertretung von UD Levante, wo er sich Chancen ausrechnete so in das Profiteam des 2005/2006 als Aufstiegsanwärter Nummer 1 gestarteten Absteigers zu gelangen. Und seit der Saison 2006/2007 spielt er nun auch regelmäßig als Innenverteidiger bei den Levantinern. Am Saisonende 2007/08 musste er mit seinem Team aus der Primera División absteigen. Er wechselte zu Rayo Vallecano in die Segunda División. Dort kam er zunächst nicht zum Einsatz und sicherte sich erst gegen Saisonende einen Stammplatz. Im Dezember 2009 verlor er seinen Status wieder und wurde nicht mehr berücksichtigt. Im Sommer 2010 wechselte er zum FC Cádiz in die Segunda División B. In der Saison 2010/11 verpasste er mit seinem Team in den Play-offs den Aufstieg. In der Spielzeit 2011/12 kam er kaum noch zum Zuge. Im Sommer 2012 wechselte er zu CD Alcalá in die Tercera División.